# Hrabstwo Merrick
Hrabstwo Merrick (ang. Merrick County) – hrabstwo w stanie Nebraska w Stanach Zjednoczonych. Obszar całkowity hrabstwa obejmuje powierzchnię 4494,50 mil2 (1 280,75 km²). Według danych z 2010 r. hrabstwo miało 7 845 mieszkańców. Hrabstwo powstało w 1858 roku i nosi imię Elviry Merrick - panieńskiego nazwiska, żony Henry’ego W. DePuy, który był legislatorem terytorialnym i przedstawił projekt aktu prawnego tworzącego hrabstwo Merrick.

## Sąsiednie hrabstwa
- Hrabstwo Nance (północ)
- Hrabstwo Platte (północny wschód)
- Hrabstwo Polk (wschód)
- Hrabstwo Hamilton (południe)
- Hrabstwo Hall (południowy zachód)
- Hrabstwo Howard (zachód)

## Miasta
- Archer (CDP)
- Central City

## Wioski
- Chapman
- Clarks
- Palmer
- Silver Creek